# Gyallu

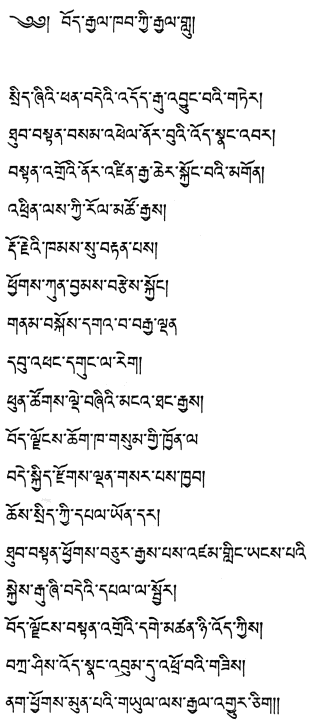
Tibetaans schrift

Gyallu  is het nationale volkslied van Tibet.
In Gyallu wordt de uitstraling van Boeddha benadrukt. De woorden zijn rond 1950 geschreven door de derde Trijang rinpoche, Lobsang Yeshe Tenzin Gyatso. De melodie van het lied is gebaseerd op een oud heilig Tibetaanse muziekstuk
De eerste datering van een volkslied - mogelijk deze -  is uit de periode 1949-1950, toen de Invasie van Tibet door de Volksrepubliek China al voorziebaar was en het bedoeld was de patriottische gevoelens van het Tibetaanse volk te verstreken. Volgens een andere lezing werd het volkslied in 1960 aan de veertiende dalai lama Tenzin Gyatso gepresenteerd, ofwel sinds de tijd dat de Tibetaanse regering in ballingschap verkeerde in McLeod Ganj, bij Dharamsala in India.

## Tekst
Laat het stralende licht schijnen vanaf de wensvervullende edelsteenleringen van Boeddha

de schatkist voor alle hoop van geluk en weldaad,

in zowel het seculiere leven als de bevrijding
O Beschermers, wie bewaart het juweel van de leer en alle wezens,

wanneer ze groots gevoed worden, zal het geheel van karma's volledig groeien

stevig volhardend in een diamantstaat, alle richtingen beschermend met compassie en liefde
Boven onze hoofden zal een goddelijke gestuurde heerschappij aanwezig blijven

Toegerust met honderden baten zal de kracht toenemen

met viervoudige veelbelovendheid
Laat een nieuw gouden tijdperk van blijdschap en gelukzaligheid zich verspreiden

door de drie provincies van Tibet heen

en de glorie zich uitbreiden van het religieus-seculiere bestuur
Door de verspreiding van Boeddha's leringen naar de tien richtingen,

kan iedereen in de wereld de gloriën van geluk en vrede beleven

In de slag tegen de negatieve krachten zal het veelbelovende zonlicht van de leringen en wezens van Tibet en de schittering van ontelbare stralende voorspoeden altijd triomferen.

## Bronvertalingen
```
Si Zhi Phen De Dö Gu Jungwae Ter
Thubten Samphel Norbue Onang Bar.
Tendroe Nordzin Gyache Kyongwae Gön,
Trinley Kyi Rol Tsö Gye,

Dorje Khamsu Ten Pey,
Chogkün Jham Tse Kyong,
Namkö Gawa Gyaden, 
Ü-Phang Gung la Regh

Phutsong Dezhii Nga-Thang Gye
Bhod Jong Chul Kha,
Sum Gyi Khyön La
Dekyi Dzogden Sarpe Khyap.

Chösi Kyi Pel Yon Dhar
Thubten Chog Chur Gyepe 
Dzamling Yangpae Kyegu
Zhidae Pel La Jör.

Bhöd Jong Tendrö Getzen Nyi-ö-Kyi
Trashi O-Nang Bumdutrowae Zi,
Nag Chog Munpae Yul Ley, 
Gyal Gyur Chig.

```

```
Let the radiant light shine of Buddha's wish-fulfilling gem teachings, 
the treasure chest of all hopes for happiness and benefit
in both secular life and Moksha.
O Protectors who hold the jewel of the teachings and all beings,
nourishing them greatly,may the sum of your karmas grow full.
Firmly enduring in a diamond-hard state, guard all directions with compassion and love.
Above our heads may divinely appointed rule abide
endowed with a hundred benefits and let the power increase
of fourfold auspiciousness,
May a new golden age of happiness and bliss spread
throughout the three provinces of Tibet
and the glory expand of religious-secular rule.
By the spread of Buddha's teachings in the ten directions, may everyone throughout the world enjoy the glories of happiness and peace.
In the battle against negative forces may the auspicious sunshine of the teachings and beings of Tibet and the brilliance of a myriad radiant prosperities be ever triumphant.

```

Onafhankelijke staten: Afghanistan · Armenië · Azerbeidzjan · Bahrein · Bangladesh · Bhutan · Brunei · Cambodja · China · Cyprus · Filipijnen · Georgië · India · Indonesië · Irak · Iran · Israël · Japan · Jemen · Jordanië · Kazachstan · Kirgizië · Koeweit · Laos · Libanon · Maldiven · Maleisië · Mongolië · Myanmar · Nepal · Noord-Korea · Oezbekistan · Oman · Oost-Timor · Pakistan · Qatar · Rusland · Saoedi-Arabië · Singapore · Sri Lanka · Syrië · Tadzjikistan · Thailand · Turkije · Turkmenistan · Verenigde Arabische Emiraten · Vietnam · Zuid-Korea
Niet algemeen erkende landen: Abchazië · Nagorno-Karabach · Palestina · Taiwan · Turkse Republiek Noord-Cyprus · Zuid-Ossetië